# مضخة مرنة

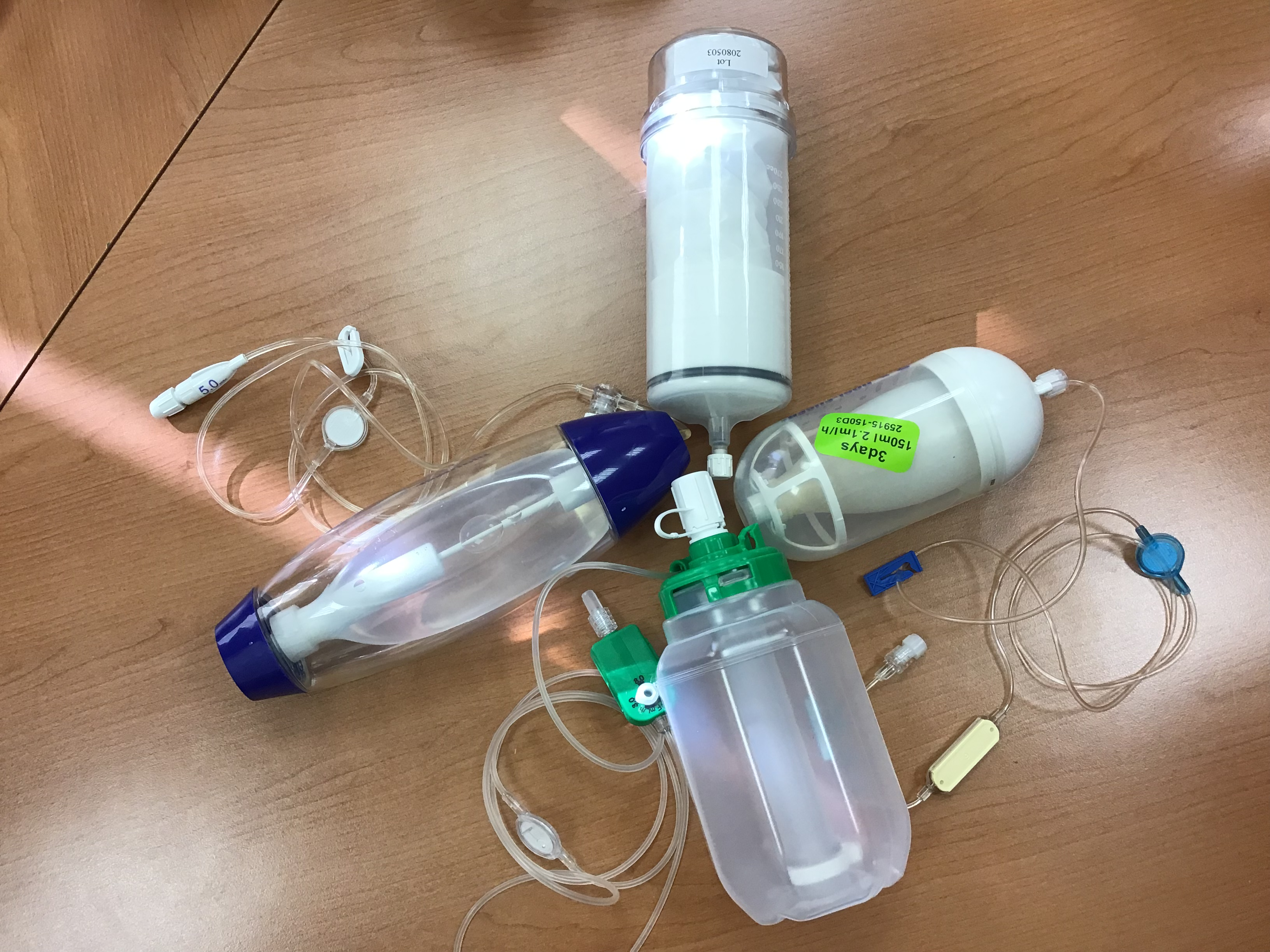
نماذج مختلفة من المضخات المرنة

عادةً ما تُستخدم المضخات المرنة - وتسمى أيضًا مضخات البالون - في المجال الطبي لحقن الأدوية السائلة كأدوية التخدير الموضعي أو المسكنات أو التثبيط الخلوي أو المضادات الحيوية.
يأتي الضغط المطلوب لتسريب الدواء عبر المضخة من الطبقة المرنة المشكّلة داخل المضخة. عندما تمتلئ المضخة ،تنشدّ الطبقة. يدفع انقباض الطبقة المرنة السائل عبر الأنبوب ومن ثمّ عبر مقيد التدفق المتصل بالمريض. يكون الضغط ثابتًا داخل المضخة حتى قرب نهاية التسريب، يؤدي ارتفاع الضغط داخل المضخة إلى معدل تدفق أعلى للدواء. يتحكم مقيد التدفق (شعيرات زجاجية أو قنية فولاذية) في دقة معدل التدفق ويوجد في الأنبوبة المتصلة بالمريض أو في المضخة نفسها. لا تتطلب المضخات المرنة أي كهرباء ولا تعمل بالجاذبية. عند وضعها فوق المريض أو تحته، يتغير معدل بشكل طفيف (تأثير ارتفاع الرأس). تُملأ المضخة يدويًا من خلال صمام أحادي الاتجاه باستخدام حقنة. لا تحتاج المضخات المرنة إلى صيانة وتعمل بشكل مستقل بدون أي إلكترونيات، ويمكن التخلص منها بعد استخدام واحد.
اعتمادًا على حجم المضخة، قد يُضخّ الدواء على مدى فترة زمنية تتراوح بين ثلاثين دقيقة إلى سبعة أيام.
هذا النوع من المضخات مثالي للمرضى الذين يتلقون العلاج الوريدي خارج المستشفى أو المرضى الذين يحتاجون إلى مستوى عالٍ من الحركة.
يتم توجيه هذه المضخات وفقًا لمعيار ISO28620 

## أنظر أيضا
- مضخة تسريب
- مضخة حقنة